# WILKINSON Only One Music
『WILKINSON "Only One Music"』（ウィルキンソン オンリー ワン ミュージック）は、2017年4月2日から2021年3月27日までTOKYO FM制作・JFN系列で放送されていたラジオ番組。アサヒ飲料の一社提供（ウィルキンソン名義）。

## 番組概要
毎週スポンサーにちなんでリクエストされた刺激がある楽曲を1曲を届ける。元々は「WILKINSON "twilight music"」（ウィルキンソン トワイライトミュージック）としてTOKYO FM・@FM・FM OSAKAの東名阪3局ネットで2013年4月7日から2017年3月26日まで放送された。現在のタイトルに変更後、2020年3月28日まではJFN系列で放送されていたが、2020年4月4日より再び東名阪3局ネットとなった。2021年3月27日終了。

## 放送時間
- WILKINSON "twilight music"
  - 日曜 17:55 - 18:00（TOKYO FM）
  - 金曜 16:48 - 16:53→16:55 - 17:00（FM OSAKA、2日先行）
  - 金曜 17:00 - 17:05（@FM、2日先行）
- WILKINSON "Only One Music"
  - 日曜 15:25 - 15:30（放送開始 - 2019年3月31日）
  - 土曜 10:50 - 10:55（2019年4月6日 - 2020年3月28日）
  - 土曜 12:55 - 13:00（2020年4月4日 - 2021年3月27日）TOKYO FM・FM大阪）、土曜 10:55 - 11:00（FM AICHI、2時間先行）